# جايمي ألونسو
جايمي ألونسو (بالإسبانية: Jaime Alonso)‏ هو لاعب اتحاد الرغبي إسباني، ولد في 29 أبريل 1973 في بلد الوليد في إسبانيا.